# Theoderich I. (Trier)
Theoderich I. von Trier (auch Dietrich, * unbekannt; † 5. Juni 977 in Mainz nach anderen Quellen: † 12. Juni 977) war Erzbischof von Trier. Er bekleidete dieses Amt vom Jahr 965 bis zu seinem Tod im Jahre 977.

## Leben
Über seine Herkunft ist nichts überliefert. Ursprünglich Dekan der Trierer Domkirche, wurde er 961 erstmals in einer Urkunde Ottos I. als Dompropst zu Mainz belegt. Die ihm von Otto I. im Nahegau übertragenen Güter nutzte er zur Ausstattung des von ihm begründeten Stiftes St. Gangolf in Mainz. Er wurde 965 zum Erzbischof von Trier erhoben. Das von ihm 966 im Tausch gegen die Maastrichter Abtei St. Servatius erworbene Kloster St. Marien in Oeren zog Otto. II 973 wieder ein. Er tat sich als Förderer bzw. Erneuerer von Klöstern hervor, insbesondere der Klöster St. Marien und St. Maximin in Trier. Er wurde im St.-Gangolf-Stift in Mainz begraben.